# 1367
- Wikisource

| Calendário gregoriano                                                        | 1367 MCCCLXVII                                       |
| Ab urbe condita                                                              | 2120                                                 |
| Calendário arménio                                                           | 816 – 817                                            |
| Calendário bahá'í                                                            | -477 – -476                                          |
| Calendário budista                                                           | 1911                                                 |
| Calendário chinês                                                            | 4063 – 4064 Início a 31 de janeiro (aproximadamente) |
| Calendário copta                                                             | 1083 – 1084                                          |
| Calendário etíope                                                            | 1359 – 1360                                          |
| Calendários hindus - Vikram Samvat - Calendário nacional indiano - Cáli Iuga | 1422 – 1423 1288 – 1289 4467 – 4468                  |
| Calendário Holoceno                                                          | 11367                                                |
| Calendário islâmico                                                          | 768 – 769                                            |
| Calendário judaico                                                           | 5127 – 5128                                          |
| Calendário persa                                                             | 745 – 746                                            |
| Calendário rúnico                                                            | 1617                                                 |
| Calendário solar tailandês                                                   | 1910                                                 |

1367 (MCCCLXVII, na numeração romana) foi um ano comum do século XIV do Calendário Juliano, da Era de Cristo, a sua letra dominical foi C (52 semanas), teve início a uma sexta-feira e terminou também a uma sexta-feira.
| Ano completo                       |
| ---------------------------------- |
| Ano comum com início à sexta-feira |

## Eventos
- 18 de janeiro - Fernando I de Portugal sucede a seu pai Pedro I de Portugal.
- 3 de abril - Batalha de Najera, Pedro I de Castela recupera a coroa, com a ajude de João de Gante, Duque de Lencastre, a quem nasce no mesmo dia o filho Henrique de Bolingbroke, futuro rei Henrique IV de Inglaterra.
- O Papa Urbano V faz a primeira tentativa de deslocar o Papado de Avinhão de volta a Roma. Pouco tempo depois é sucedido pelo Papa Gregório XI.
- Início da dinastia Ming na China.

## Nascimentos
- 6 de Janeiro - Rei Ricardo II de Inglaterra (m. 1400).
- 3 de abril - Rei Henrique IV de Inglaterra (m. 1413), filho de João de Gante, Duque de Lencastre.

## Mortes
- 18 de Janeiro - Rei Pedro I de Portugal.
- Papa Urbano V